# Elia della Marra

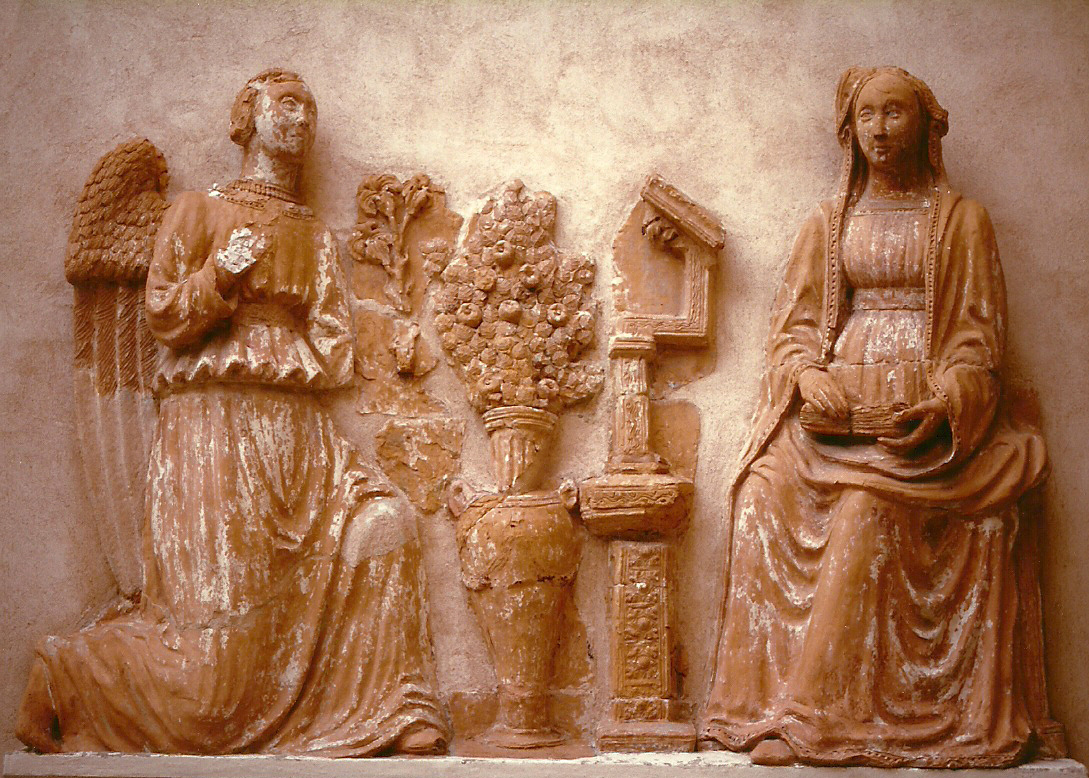
Castel Goffredo, Annunciazione.

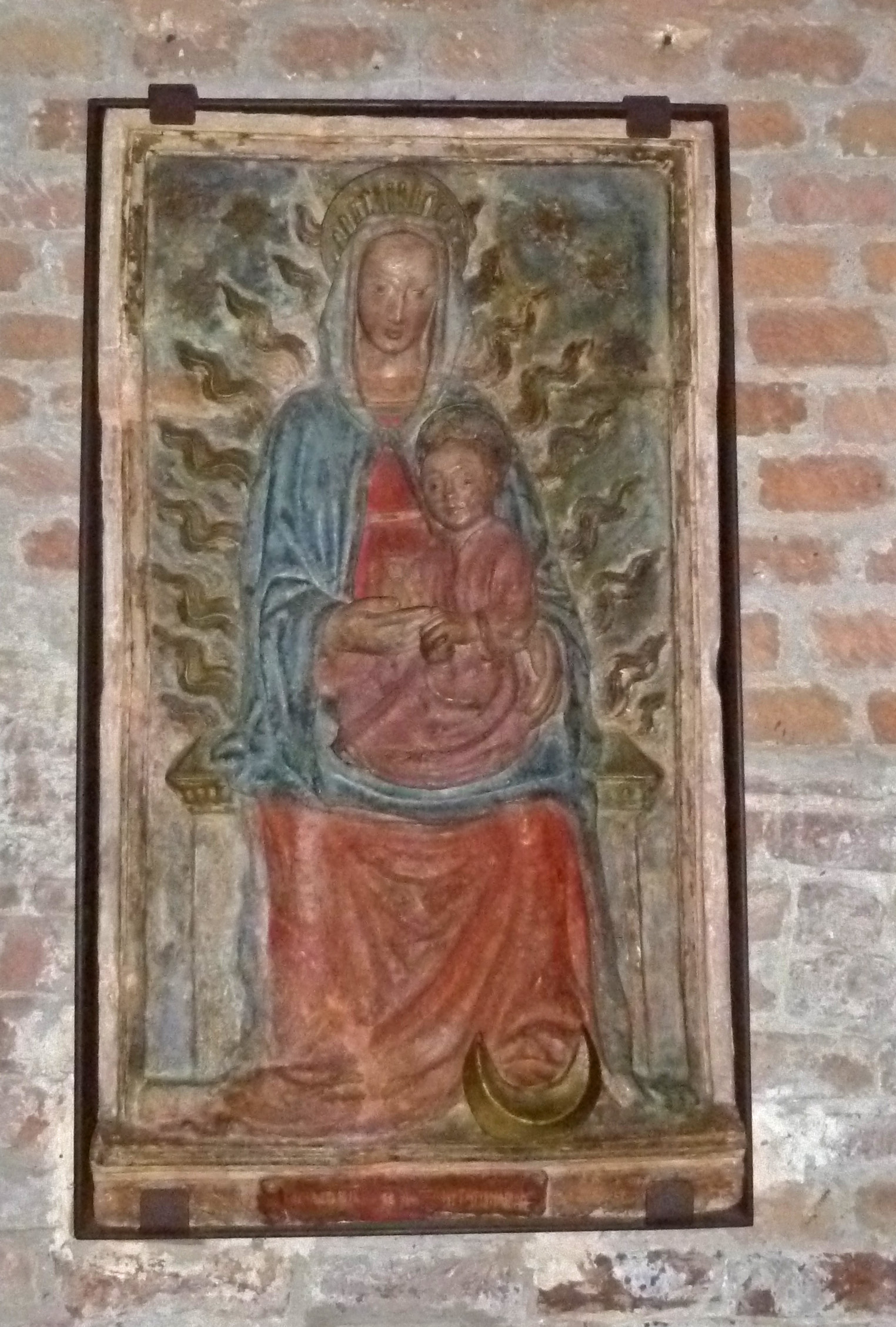
Madonna col Bambino, Mantova, Rotonda di San Lorenzo

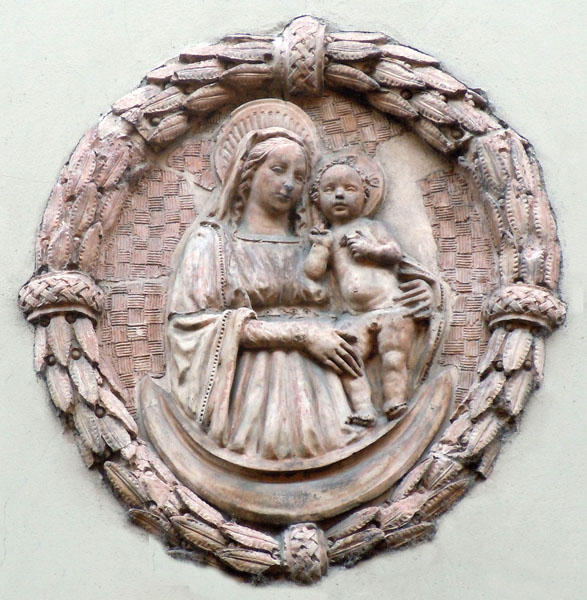
Madonna col Bambino, Mantova, via Chiassi (opera attribuita).

Elia della Marra (Mantova?, XV secolo – 1495?) è stato uno scultore e ceramista italiano.

## Biografia
Elia della Marra, figlio di Gian Antonio, fu uno scultore e modellatore di terracotta attivo a Mantova alla corte dei Gonzaga, con uno stile tra tardo gotico e rinascimentale. È citato per la prima volta nel 1464.
Ebbe un figlio, Jacopo, che nel 1495 risultava iscritto all'arte degli orefici.

## Opere
- Annunciazione di Castel Goffredo, terracotta, Castel Goffredo[2]
- Deposizione, terracotta, chiesa di Santa Croce, Sermide, frazione di Santa Croce in Lagurano[3]
- Madonna col Bambino, terracotta, Santuario della Beata Vergine della Possenta, Ceresara, frazione Possenta
- Madonna col Bambino, terracotta, Sabbioneta, frazione di Villa Pasquali
- Madonna col Bambino e San Paolo, terracotta policroma, Chiesa di San Nicola, Roncoferraro, frazione di Casaletto del Fissero[4]
- Madonna col Bambino, terracotta policroma, San Benedetto Po
- Madonna col Bambino, terracotta policroma, Rotonda di San Lorenzo, Mantova
- Cristo passo, terracotta, Chiesa di Santa Maria della Carità, Mantova
- Madonna col Bambino, terracotta policroma, Chiesa parrocchiale di Santa Maria Assunta, Castel d'Ario
- Madonna col Bambino, terracotta policroma, Abbazia di Santa Maria della Gironda, Bozzolo[5]
- Madonna col Bambino tra i santi Giovanni Battista e Antonio di Padova, terracotta, Chiesa parrocchiale, Frassino, frazione di Mantova
- Devoti in preghiera, terracotta, Museo civico Antonio Parazzi, Viadana

### Opere attribuite
- Madonna col Bambino, Casa Pescasio, Via Chiassi, Mantova